# لا بريسا (كاليفورنيا)
لا بريسا (بالإنجليزية: La Presa CDP, California)‏ هي منطقة سكنية تقع بولاية كاليفورنيا في الولايات المتحدة. تبلغ مساحتها 15.585 كم2، وترتفع عن سطح البحر 107 م، بلغ عدد سكانها 34,169 نسمة في عام 2010 حسب إحصاء مكتب تعداد الولايات المتحدة وتصل الكثافة السكانية فيها 2,192.4 نسمة لكل كيلومتر مربع (5,678.3/ميل2).

## التركيبة السكانية
حدّد مكتب تعداد الولايات المتحدة بيانات التركيبة السكانية للا بريسا في تعداد الولايات المتحدة. في ما يلي، التركيبة السكانية حسب تعدادي 2000 و2010.

### تعداد عام 2000
بلغ عدد سكان لا بريسا 32,721 نسمة بحسب تعداد عام 2000، وبلغ عدد الأسر 10,008 أسرة وعدد العائلات 7,988 عائلة مقيمة في المنطقة السكنية. في حين سجلت الكثافة السكانية 2,099.5 نسمة لكل كيلومتر مربع (5,437.7/ميل2). وبلغ عدد الوحدات السكنية 10,236 وحدة بمتوسط كثافة قدره 656.8 لكل كيلومتر مربع (1,701.1/ميل2).
وتوزع التركيب العرقي للمنطقة السكنية بنسبة 50.21% من البيض و14.48% من الأمريكيين الأفارقة و0.88% من الأمريكيين الأصليين و9.83% من الأمريكيين ذوي الأصول الآسيوية و1.13% من سكان جزر المحيط الهادئ و16.35% من الأعراق الأخرى و7.13% من عرقين مختلطين أو أكثر و33.05% من الهسبانيون أو اللاتينيون من أي عرق.
بلغ عدد الأسر 10,008 أسرة كانت نسبة 50% منها لديها أطفال تحت سن الثامنة عشر تعيش معهم، وبلغت نسبة الأزواج القاطنين مع بعضهم البعض 57.6% من أصل المجموع الكلي للأسر، ونسبة 16.5% من الأسر كان لديها معيلات من الإناث دون وجود شريك،  بينما كانت نسبة 5.7% من الأسر لديها معيلون من الذكور دون وجود شريكة وكانت نسبة 20.2% من غير العائلات. تألفت نسبة 14.6% من أصل جميع الأسر من عدة أفراد يعيشون في نفس المنزل ونسبة 5.8% كانت تتألف من شخص يعيش بمفرده يبلغ من العمر 65 عاماً أو أكثر. وبلغ متوسط حجم الأسرة المعيشية 3.25، أما متوسط حجم العائلات فبلغ 3.55.
بلغ العمر الوسطي للسكان 31.8 عاماً. وكانت نسبة 31.3% من القاطنين تحت سن الثامنة عشر، وكانت نسبة 9.3% بين الثامنة عشر والرابعة والعشرين عاماً، ونسبة 30.5% كانت واقعةً في الفئة العمرية ما بين الخامسة والعشرين والرابعة والأربعين عاماً، ونسبة 19.5% كانت ما بين الخامسة والأربعين والرابعة والستين، ونسبة 8.9% كانت ضمن فئة الخامسة والستين عاماً فما فوق. يوجد لكل 100 أنثى 95.7 ذكر، ويوجد لكل 100 أنثى في الثامنة عشر من عمرها فما فوق 91.8 ذكر.
بلغ متوسط دخل الأسرة في المنطقة السكنية 40,722 دولارًا، أما متوسط دخل العائلة فبلغ 43,282 دولارًا. وكان متوسط دخل الذكور 32,500 دولارًا مقابل 24,459 دولارًا للإناث. وسجل دخل الفرد الخاص بالمنطقة السكنية 13,892 دولارًا. وكانت نسبة 12% من العائلات ونسبة 12.7% من السكان تحت خط الفقر، وكان من هؤلاء نسبة 18.1% تحت سن الثامنة عشر ونسبة 8.5% في الخامسة والستين من العمر وما فوق.

### تعداد عام 2010
بلغ عدد سكان لا بريسا 34,169 نسمة بحسب تعداد عام 2010، وبلغ عدد الأسر 10,178 أسرة وعدد العائلات 7,939 عائلة مقيمة في المنطقة السكنية. في حين سجلت الكثافة السكانية 2,192.4 نسمة لكل كيلومتر مربع (5,678.3/ميل2). وبلغ عدد الوحدات السكنية 10,711 وحدة بمتوسط كثافة قدره 687.3 لكل كيلومتر مربع (1,780.1/ميل2).
وتوزع التركيب العرقي للمنطقة السكنية بنسبة 44.09% من البيض و12.96% من الأمريكيين الأفارقة و0.83% من الأمريكيين الأصليين و9.40% من الأمريكيين ذوي الأصول الآسيوية و1.20% من سكان جزر المحيط الهادئ و24.11% من الأعراق الأخرى و7.42% من عرقين مختلطين أو أكثر و47.27% من الهسبانيون أو اللاتينيون من أي عرق.
بلغ عدد الأسر 10,178 أسرة كانت نسبة 46.3% منها لديها أطفال تحت سن الثامنة عشر تعيش معهم، وبلغت نسبة الأزواج القاطنين مع بعضهم البعض 51.8% من أصل المجموع الكلي للأسر، ونسبة 18.5% من الأسر كان لديها معيلات من الإناث دون وجود شريك،  بينما كانت نسبة 7.7% من الأسر لديها معيلون من الذكور دون وجود شريكة وكانت نسبة 22% من غير العائلات. تألفت نسبة 16% من أصل جميع الأسر من عدة أفراد يعيشون في نفس المنزل ونسبة 6.9% كانت تتألف من شخص يعيش بمفرده يبلغ من العمر 65 عاماً أو أكثر. وبلغ متوسط حجم الأسرة المعيشية 3.33، أما متوسط حجم العائلات فبلغ 3.69.
بلغ العمر الوسطي للسكان 32.7 عاماً. وكانت نسبة 28% من القاطنين تحت سن الثامنة عشر، وكانت نسبة 10.8% بين الثامنة عشر والرابعة والعشرين عاماً، ونسبة 27.2% كانت واقعةً في الفئة العمرية ما بين الخامسة والعشرين والرابعة والأربعين عاماً، ونسبة 23.5% كانت ما بين الخامسة والأربعين والرابعة والستين، ونسبة 10.5% كانت ضمن فئة الخامسة والستين عاماً فما فوق. وتوزع التركيب الجنسي للسكان بنسبة 49% ذكور و51% إناث.